# بلوبری (فیلم)
بلوبری (فرانسوی: Blueberry: L'expérience secrète‎) فیلمی در ژانر اکشن و وسترن است که در سال ۲۰۰۴ منتشر شد.

## بازیگران
- ونسان کسل
- جولیت لوئیس
- مایکل مدسن
- جایمن هانسو
- ادی ایزارد
- تمورا موریسون
- ارنست بورگناین
- جفری لوئیس
- کالم مینی
- هیو اوکنور
- چکی کاریو
- وال آوری